# Надгробни споменик Илији Кудузовићу у селу Гуча
Надгробни споменик Илији Кудузовићу у селу Гуча (†1918) налази се на Анђелића гробљу у селу Гуча, Општина Лучани.

## Опис
Омањи споменик у облику стуба надвишеног крстом. Исклесан је од ситнозрног пешчара из оближњег живичког мајдана.  На западној страни уклесан је текст епитафа изнад кога је једноставан крст. Споменик употпуњују дискретна профилација и линеарна флорална орнаментика.
Споменик је релативно добро очуван, делимично прекривен лишајем. У урезима и на површини камена још су присутни трагови боје.

### Епитаф
Натпис гласи:
Овде је сарањен Илија: Кудузовић из Гуче кои часно поживи 65 г. а умро 9. новембра 1918. г. Бог да му душу прости.
Овај споменик подижу супруга Велика и син Милојко.